# Focke-Wulf Fw 200
El Focke-Wulf Fw 200 Condor va ser un tetramotor monoplà alemany fabricat per Focke-Wulf que va entrar en servei com a transport de passatgers i més tard, a la Segona Guerra Mundial, com avió de reconeixement de llarg abast i com a bombarder antibucs a la Luftwaffe.

## Transport personal de Hitler
Adolf Hitler, seguint la recomanació del seu pilot personal Hans Baur, va ordenar un Fw 200 modificat i desarmat (la variant Fw 200 V3) com a transport aeri personal substituint el menys capaç Junkers Ju 52. Es va modificar un aparell de la versió per 26 passatgers de la Luft Hansa en un amb només 2 cabines amb diverses comoditats. La cabina principal comptava amb taula de fusta, blindatge i un portella específica per llançar-se amb paracaigudes. Seguint les preferències de Hitler l'avió tenia el marcatges "D-2600" i va ser anomenat "Immelmann III" en honor de l'as de la Primera Guerra Mundial Max Immelmann. Aquest avió va ser destruït en un bombardeig aliat a l'aeroport Tempelhof de Berlín del 18 de juliol de 1944.

## Operadors

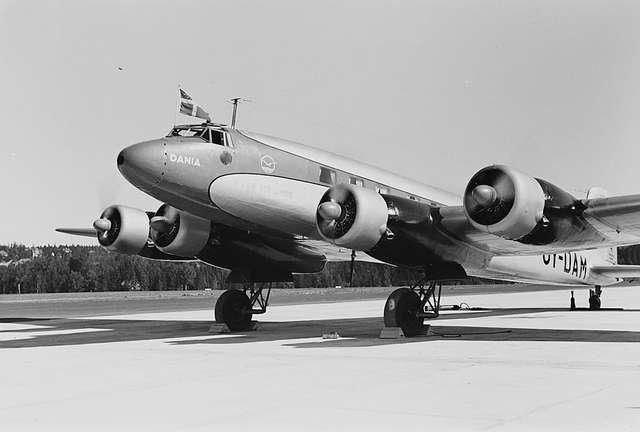
El Fw 200 civil danès Dania a l'aeroport Fornebu d'Oslo a Noruega l'any 1939.

### Operadors civils
Brasil
- Cruzeiro do Sul
- Serviços Aéreos Condor

 Dinamarca
- Det Danske Luftfartselskab

 Germany
- Deutsche Luft Hansa

 Regne Unit
- BOAC

### Operadors militars
Germany
- Luftwaffe

 Unió Soviètica
- Força Aèria Soviètica (capturat en la postguerra)

 Espanya
- Força Aèria Espanyola (internat)

 Regne Unit
- Royal Air Force (un avió)

|}

## Especificacions (Fw 200C-3/U4)
Dades de Warplanes of the Luftwaffe
Característiques generals
- Tripulació: 5
- Capacitat: 30 tropes equipades en la configuració de transport de tropes
- Longitud: 23,45 m
- Envergadura: 32,85 m
- Alçada: 6,30 m
- Superfície de l'ala 119,85 m²
- Pes buit: 17.005 kg
- Pes màxim d'enlairament: 24.520 kg
- Motors: 4×  motor radial de 9 cilindres, refrigerat per aire BMW/Bramo 323R-2, 895 kW   cada un

 Rendiment 
- Velocitat màxima: 360 km/h (195 nusos) at 4.800 m[2]
- Velocitat de creuer: 335 km/h at 4.000 m (velocitat màxima de creuer)
- Abast: 3.560 km
- Autonomia: 14 hpres
- Sostre de servei: 6.000 m

Armament

- Metralladores: *1 × canó automàtic de calibre 20 mm MG 151 (a la góndola apuntant a popa)
- 4 × metralladors de calibre 13 mm MG 131
- Bombes: Fins a 5.400 kg de bombes